# Індонезійці
Індонезійці:
- Група народів Південно-Східної Азії, що проживають на островах Зондського та Філіппінського архіпелагів, у Малайзії та інших країнах Індокитаю, на острові Тайвань. Належать до західно-австронезійської групи австронезійської мовної родини. Загальна чисельність — 220 мільйонів осіб.
- Власне індонезійці — народи Індонезії. Чисельність — 155 мільйонів осіб. Класифікація їх слабо розроблена, виділяють від 70 до 300 народностей. Більшість джерел називають цифру 150. Мова міжнаціонального спілкування й державна мова Індонезії — індонезійська. Кожен народ також має свою мову чи діалект, найбільші: яванська, мадурська, бугійська, мінангкабау, балійська, сундська, макасарська.

## Етнічний склад
До індонезійців належать яванці, мадурці, сунданці (або сунди) — разом 75 мільйонів; так звані малайці: ріау, палембанги, джамбі, мінангкабау, банджари, лебонги, лампунги (Суматра) й малайці Калімантану (Саравак, Сабах, Бруней) — 14 мільйонів; ачинці (Суматра) — 1,8 мільйонів, батаки (Суматра) — 2,7 мільйонів; буги, макасари, тораджі, мінахасці, мандари й інші, народи Сулавесі — 8,5 млн; даяки — загальна назва малочисельних народів Калімантану, пунани, кубу й лубу — найбільш відсталі народи (Клімантан і оранг-лаути («люди моря»), кочують морем; на малих островах етнонім зазвичай збігається з назвою острова: балійці (2,2 млн), сумбаванці, алорці, серамці, буруанці. Загальна самоназва — оранг індонесіа, у окремих — типу оранг палембанг.